# Avril 2011 en sport
Pour un article plus général, voir 2011 en sport.
Cette page concerne l'actualité sportive du mois d'avril 2011